# Třináctiúhelník

Pravidelný třináctiúhelník

Třináctiúhelník je rovinný geometrický útvar, mnohoúhelník s třinácti vrcholy a třinácti stranami.
Součet velikostí vnitřních úhlů konvexního třináctiúhelníku je přesně 1980° (11π).
Pravidelný třináctiúhelník lze složit z třinácti shodných rovnoramenných trojúhelníků, jejichž úhly při základně mají velikost {\displaystyle {\frac {11\pi }{26}}} a při vrcholu {\displaystyle {\frac {2\pi }{13}}}.

## Parametry
Pro pravidelný třináctiúhelník platí vzorce:
- Obvod: {\displaystyle o=13\cdot a}
- obsah: {\displaystyle S={\frac {13}{4}}a^{2}\cot {\frac {\pi }{13}}\simeq 13.1858a^{2}}

## Konstrukce třináctiúhelníku
Pravidelný třináctiúhelník není možné sestrojit pouze za pomocí pravítka a kružítka. Přibližná konstrukce je však možná:

### Jiný postup konstrukce
Průměr AX rozdělte na tolik částí, kolik vrcholů má mnohoúhelník mít. Protnutím polokružnice o průměru AX se středem v bodech A a X vzniknou body Y a Z. Spojnice těchto bodů a každého druhého dílčího bodu protnou opsanou kružnici, čímž vzniknou vrcholy požadovaného pravidelného mnohoúhelníku.

obrázek vytvořen programem GeoGebra